# Erich Schaedler
Erich Peter Schaedler (Biggar, 1949. augusztus 6.  – Cardrona Forest, 1985. december 24.) skót válogatott labdarúgó, német hadifogoly fiaként született Skóciában.

## Pályafutása

### Klubcsapatban
Karrierjét a Stirling Albion csapatában kezdte, majd innen került a Hibernian csapatához. A klub legnépszerűbb játékosa lett az itt töltött évei alatt. 1977 és 1981 között a Dundee csapatát erősítette, majd visszatért korábbi sikerei helyszínére, a Hibernianhoz. 1985-ben a Dumbarton volt az utolsó klubja. 1985 karácsonyán még aktív játékosként öngyilkos lett.

### A válogatottban
1974-ben a világbajnokságra utazó skót válogatott tagja volt, de a vb-n  nem lépett pályára. A skót válogatott mezét végül egyszer húzhatta magára, éppen az NSZK ellen.

## Sikerei, díjai
- Hibernian
  - Drybrough Kupa (2): 1972, 1973
  - Skót ligakupa (1): 1973
- Dundee
  - Skót másodosztály bajnok (1): 1978–79